# Cadre-71/2-Weltmeisterschaft 1978

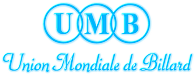
Logo UMB (ausrichtender Verband)

Veranstaltungsort: Bochum

Die Cadre-71/2-Weltmeisterschaft 1978 war die 19. Cadre-71/2-Weltmeisterschaft. Das Turnier fand vom 12. bis zum 15. Oktober 1978 in Bochum statt. Es war die siebte Cadre-71/2-Weltmeisterschaft in Deutschland.

## Geschichte
Wie schon 1977 stand mit Dieter Müller der Weltmeister bereits vor der letzten Spielrunde fest. Mit dem klar besten Generaldurchschnitt (GD) war er trotz einer Niederlage von 149:300 gegen  Christ van der Smissen in der letzten Partie nicht mehr vom Thron zu stoßen. Auch noch punktgleich war der Dritte Francis Connesson. Der Argentinier Osvaldo Berardi zeigte als Fünfter mit zwei Turnierbestleistungen wieder einmal seine Klasse. Für den Bochumer Klaus Hose lief die Heimweltmeisterschaft mit Siegen gegen Schrauwen, van der Smissen und Komori sehr enttäuschend. 

## Turniermodus
Es wurde eine Finalrunde im Round Robin System bis 300 Punkte gespielt. Bei MP-Gleichstand wird in folgender Reihenfolge gewertet:
1. MP = Matchpunkte
2. GD = Generaldurchschnitt
3. HS = Höchstserie

## Abschlusstabelle
| MP    | Match Points (Sieger = 2; Unentschieden = 1; Verlierer = 0) |
| Pkte. | Erzielte Karambolagen                                       |
| Aufn. | Benötigte Versuche                                          |
| GD    | Generaldurchschnitt                                         |
| BED   | Bester Einzeldurchschnitt eines Spielers                    |
| HS    | Höchstserie                                                 |
|       | Bester GD des Turniers                                      |
|       | Bester ED des Turniers                                      |
|       | Beste HS des Turniers                                       |
|       | 1. Platz (Gold)                                             |
|       | 2. Platz (Silber)                                           |
|       | 3. Platz (Bronze)                                           |

| Platz                      | Name                   | MP   | Pkte. | Aufn. | GD    | BED    | HS  |
| -------------------------- | ---------------------- | ---- | ----- | ----- | ----- | ------ | --- |
| 1                          | Dieter Müller          | 11:3 | 1949  | 36    | 54,13 | 100,00 | 296 |
| 2                          | Christ van der Smissen | 11:3 | 1968  | 52    | 37,84 | 60,00  | 203 |
| 3                          | Francis Connesson      | 11:3 | 1884  | 56    | 33,64 | 150,00 | 248 |
| 4                          | Antoine Schrauwen      | 7:7  | 1705  | 43    | 39,65 | 100,00 | 229 |
| 5                          | Osvaldo Berardi        | 6:8  | 1238  | 35    | 35,37 | 150,00 | 299 |
| 6                          | Klaus Hose             | 6:8  | 1438  | 63    | 22,82 | 60,00  | 129 |
| 7                          | Léo Corin              | 4:10 | 1448  | 50    | 28,96 | 30,00  | 180 |
| 8                          | Junichi Komori         | 0:14 | 604   | 51    | 11,84 | –      | 72  |
| Turnierdurchschnitt: 31,69 |                        |      |       |       |       |        |     |